# Casimir Pauthonier
 (juillet 2024).
La mise en forme du texte ne suit pas les recommandations de Wikipédia : il faut le « wikifier ».
Les points d'amélioration suivants sont les cas les plus fréquents :
- Les titres sont pré-formatés par le logiciel. Ils ne sont ni en capitales, ni en gras.
- Le texte ne doit pas être écrit en capitales (les noms de famille non plus), ni en gras, ni en italique, ni en « petit »…
- Le gras n'est utilisé que pour surligner le titre de l'article dans l'introduction, une seule fois.
- L'italique est rarement utilisé : mots en langue étrangère, titres d'œuvres, noms de bateaux, etc.
- Les citations ne sont pas en italique mais en corps de texte normal. Elles sont entourées par des guillemets français : « et ».
- Les listes à puces sont à éviter, des paragraphes rédigés étant largement préférés. Les tableaux sont à réserver à la présentation de données structurées (résultats, etc.).
- Les appels de note de bas de page (petits chiffres en exposant, introduits par l'outil «  Source ») sont à placer entre la fin de phrase et le point final[comme ça].
- Les liens internes (vers d'autres articles de Wikipédia) sont à choisir avec parcimonie. Créez des liens vers des articles approfondissant le sujet. Les termes génériques sans rapport avec le sujet sont à éviter, ainsi que les répétitions de liens vers un même terme.
- Les liens externes sont à placer uniquement dans une section « Liens externes », à la fin de l'article. Ces liens sont à choisir avec parcimonie suivant les règles définies. Si un lien sert de source à l'article, son insertion dans le texte est à faire par les notes de bas de page.
- La présentation des références doit suivre les conventions bibliographiques. Il est recommandé d'utiliser les modèles {{Ouvrage}}, {{Chapitre}}, {{Article}}, {{Lien web}} et/ou {{Bibliographie}}. Le mode d'édition visuel peut mettre en forme automatiquement les références.
- Insérer une infobox (cadre d'informations à droite) n'est pas obligatoire pour parachever la mise en page.

Pour une aide détaillée, merci de consulter Aide:Wikification.
Si vous pensez que ces points ont été résolus, vous pouvez retirer ce bandeau et améliorer la mise en forme d'un autre article.
 (juillet 2024).
Pour les articles homonymes, voir Pauthonier.
Casimir Pauthonier, né le 20 mars 1850 à Lyon et mort le 10 janvier 1910 à Montreuil, est un électricien et un inventeur français.

## Biographie
Fils de mécanicien, Casimir Pauthonier est né à Lyon le 20 mars 1850. Il se marie également à Lyon le 9 mars 1876 et habite avec son épouse, Benoite Guicherd, à Levallois-Perret. 
Casimir Pauthonier est mentionné en ligne 232 sur la liste des passagers du navire La Bourgogne ayant fait la traversée vers New York (USA - Ellis Island) arrivé à destination le 20 octobre 1890. Il fut également passager du bateau à vapeur La Champagne faisant la traversée du Havre vers New York, arrivé à destination le 11 mai 1891.
Il se remarie avec Julie Patey le 20 octobre 1894, à la suite de la mort de sa première épouse. Ils vivent à Angy dans l'Oise  où il est directeur de l'usine de fabrication de lampes qui porte son nom.
Il meurt à Montreuil le 10 janvier 1910 à l'age de 60 ans.

## Inventeur
Il est l'inventeur du procédé de réparation des filaments des lampes a incandescence (breveté en 1887 aux États-Unis sous le numéro 363,909) permettant de prolonger la vie des lampes en réparant les filaments coupés.
Il invente également le procédé de fabrication de lampe électrique composée de plusieurs ampoules (breveté  en 1900  et le 17 février 1903 aux États-Uni sous le numéro 720,962)  Ce processus lui permet de fabriquer des ampoules hautes tension et haut courant à destination de l'industrie et des transports (éclairage des tramways par exemple).
Il est également inventeur d'un procédé pour filtrer les liquides (breveté le 19 mai 1908 aux États-Uni sous le numéro 888,259).
Il met en application ses inventions dans son usine à Angy dans l'Oise qui était équipée pour produire des lampes à incandescences "spéciales" pour tous les domaines d'application, tant en courant, tension et puissance